# 알하이탐 (원신)
알하이탐(중국어: 艾爾海森 아이얼하이썬[*], 일본어: アルハイゼン, Alhaitham)은 호요버스가 개발한 게임 《원신》에서 등장하는 가상 인물로, 2022년 원신 3.0 업데이트로 처음 등장했고 2023년에는 플레이어 캐릭터로 추가되었다. 알하이탐은 원신 게임 내 가상의 국가인 수메르의 학자로, 수메르의 정부 기관이자 학술 기관인 수메르 아카데미아의 서기관이다. 알하이탐의 캐릭터 설정은 아랍인 수학자이자 물리학자인 이븐 알하이삼에서 영감을 받았으며, 《붕괴3rd》의 등장인물 "수"와도 많은 유사점이 있다. 알하이탐의 중국어 더빙은 양차오란, 한국어 더빙은 전승화, 일본어 더빙은 우메하라 유이치로, 영어 더빙은 나지 타샤가 맡았다.
알하이탐 등장 이후 캐릭터 스토리, 설정, 룸메이트인 '카베'와의 상호작용은 비평가에게 긍정적인 평가를 받았다. 알하이탐의 전투 플레이 방식도 좋은 평가를 받았지만, 그럼에도 알하이탐의 캐릭터 가챠 판매량 실적은 좋지 못했다.

## 창작과 디자인
알하이탐은 게임 원신의 수메르 예고편 3편인 〈지혜의 서곡〉에서 처음 등장했다. 이후 게임 3.0 버전 메인 스토리 수메르 편에서 논플레이어 캐릭터로 등장했다. 미호요는 게임 미리보기 스트리밍에서 알하이탐이 나중에 플레이어 캐릭터로 출시될 것이라 발표했다. 2023년 1월 13일 미호요는 알하이탐의 캐릭터 예고편 영상인 〈의문과 침묵〉을 공개했으며, 1월 17일에는 캐릭터 플레이 예고편인 〈알하이탐: 생각한 뒤에 실행하라〉를 공개했다. 원신 게임의 3.4 버전 업데이트와 동시에 알하이탐의 전투 튜토리얼 영상도 공개되었다.
알하이탐의 이름은 이슬람의 황금기 시기 아랍의 수학자이자 물리학자인 이븐 알하이삼에서 따온 것이다. 알하이탐이 사용하는 스킬 중 "빛조각"의 디자인도 알하이삼의 연구 분야에서 영감을 받아 만들어졌다. 제작진의 설정에 따르면 알하이탐은 수메르 아카데미아의 지론파 출신 학자이자 현 아카데미아 서기관이다. 높은 지위와 권력을 가지고 있으나 아카데미아의 회의와 결정에 연연하지 않으며 오히러 혼자서 독서를 하며 조용히 있는 것을 좋아한다. 알하이탐의 외형 디자인은 《붕괴3rd》의 등장인물 "수"와 동일하게 회색 머리카락(머리 끝이 녹색)이며 체형과 의상 디자인이 거의 비슷하다. 또한 중국어 성우도 양차오란으로 둘이 같아 일부 플레이어는 알하이탐과 수를 동위체로 여긴다.
알하이탐의 일본어 성우는 우메하라 유이치로이다. 인터뷰에서 우메하라는 처음 알하이탐의 성우를 맡았을 때 알하이탐은 "지능형 캐릭터지만 사람과의 소통은 어려워하는 면이 있다"는걸 깨달았고, 이후 성우 녹음 과정에서 알하이탐의 감정이 풍부하며 섬세하고 인간미가 넘치며, 다른 캐틱터보다 차분하지만 교만하지 않고, 다른 집단에 최대한 적응하러고 노력한다는 것을 점차 느껴갔다고 말했다. 또한 우메하라는 알하이탐의 녹음 작업을 어렵다고 하며 일부 문장은 되게 모호하게 해석되었고 감정을 표현하기 어려웠다고 말했다. 알하이탐의 중국어 더빙은 양차오란, 한국어 더빙은 전승화, 영어 더빙은 나지 타샤가 맡았다.

## 작품 내 등장

### 캐릭터 스토리
알하이탐은 수메르 아카데미아의 지론파 학자이자 현 아카데미아의 서기관이다. 또한 이성적 사고에는 뛰어나지만 아카데미아의 정치적 중심지에는 벗어나 혼자 지내며 독서를 즐긴다. 풀의 신 나히다도 알하이탐을 칭찬하며 "매 순간 상념에 잠겨 있다"고 평한다. 알하이탐은 '카베'라는 캐릭터와 룸메이트로 한 집에서 같이 지낸다.
게임의 주요 스토리인 마신 임무 수메르 편에서 알하이탐과 여행자가 오르모스 항구에서 만난다. 여행자는 알하이탐의 도움을 받아 "신의 항아리 지식"이라는 정보를 얻게 된다. 이후 여행자는 사막으로 떠나 아카데미아에 감금된 작은 신 나히다를 구출하는 법을 찾기 위해 떠났고 알하이탐이 여행자와 함께하기로 결정했다. 이 과정에서 사이노, 데히야와 협력해 아카데미아의 음모를 밝혀낸다. 이 모두가 결국 동맹을 결성해 지혜궁의 아카데미아 정권을 전복하기 위한 일련의 행동을 계획하고 작은 풀의 신을 구출했다. 아카데미아의 정권이 붕괴된 후 작은 풀의 신이 나서 아카데미아의 6대 현자를 재선출하고 알하이탐이 현자 대행으로 임명되었다. 풀의 신은 알하이탐이 "대현자"로 임명되길 원해지만 알하이탐 자신이 이를 거부했다. 알하이탐 개인 캐릭터 스토리인 〈매의 장〉에서는 이후 알하이탐이 현자 대행 지위도 포기하고 사임한 후 서기관으로 돌아간다.

### 캐릭터 플레이
알하이탐은 풀 속성 5성 한손컴 캐릭터이다. 알하이탐의 풀 속성 공격은 '빛조각'이라는 특수 생성물을 만드며 빛조각의 갯수에 따라 알하이탐이 주는 피해를 늘리고 일반 공격을 풀 속성 공격으로 전환시키며, 협동 전투를 가능하게 만든다.
《피시게임스엔》의 보도에 따르면 일부 게이머가 알하이탐의 스킬과 관련된 프로그램 상 버그를 발견했다. 알하이탐이 풀 스킬을 쓰면 하늘로 점프하는데 이 때 적이 투척한 물체에 맞아 점프가 끊기면 적절한 시점을 잡을 경우 알하이탐이 통제되지 않은 상태로 포물선으로 공중으로 크게 날아올라 매우 먼 곳으로 던져지는 버그이다. 이 버그는 나중에 수정되었다.

## 반응과 평가
알하이탐의 출시 이후 많은 게이머에게 긍정적인 반응을 얻었다. 알하이탐 코스프레 등 다양한 게이머의 창작도 나왔다. 또한 중국의 일부 플레이어는 알하이탐의 스토리와 설정을 바탕으로 만든 2차 창작 게임인 《정시 퇴근 알하이탐》이란 작품도 만들었다. 이 게임은 퇴근 시간이 다가오는 알하이탐이 지혜를 발휘해 정시 퇴근을 하는 내용이다. 알하이탐은 플레이어에게 많은 인기가 있었으나 캐릭터 뽑기에선 캐릭터 판매량이 높지 않았다. 3.4 버젼에서 처음으로 캐릭터 가챠에서 등장한 후 데이터 분석 사이트인 GenshinLab의 통계에 따르면 알하이탐/소의 픽업 결제량은 낮았다. 이에 《피시게임스엔》의 비평가 이산 엔더슨은 "다음 캐릭터 가챠가 강력한 성능을 가진 호두와 야란이 있기 때문"에 많은 게이머가 알하이탐이 등장한 캐릭터 가챠를 건너 뛰어넘었기 때문이라고 분석했다.
《GamesRadar+》의 평론가 오스틴 우드는 알하이탐의 현명하고 다채로운 캐릭터성에 긍정적인 평가를 남기며 때로는 알하이탐이 "책벌레 이모티콘"처럼 행동한다고 말했다. 또한 알하이탐이 풀의 신 나히다에 가진 태도와 시각이 독특한 매력을 부여한다고 말했다. 이어 우드는 알하이탐이 키가 크고 잘생겼으며, 건장한 체격과 발달된 근육을 가진 외모로 서기관이라는 전형적인 이미지와 큰 차이를 보이는데 주요 스토리에서 비밀스러운 '경찰국가'를 전복시켜준 능력을 보여준 것과 대비되어 알하이탐을 인기 있는 캐릭터로 만들었다고 분석했다. 《Kotaku》의 평론가 장시시는 알하이탐을 수메르 주요 스토리라인 중 "가장 흥미로운 캐릭터"로 평가했다. 알하이탐은 자신을 "유약한 학자"라고 칭하지만 실제로 그렇지 않다. 또한 알하이탐은 수메르의 최고 권력자가 되길 거부하지만 동료가 강제로 지도자 자리에 올리고 정부 운영을 맡기러 한다며 장시시는 이런 대비가 후속 스토리에 큰 기대를 걸게 만든다고 설명했다. 《스크린 랜트》의 리뷰어 라이언 클라우스는 알하이탐과 그의 룸메이트 캐릭터인 카베와의 상호작용도 매우 흥미롭다고 말했다. 두 사람은 같은 집에 함께 살며 아카데미아 학자로 활동하나 서로 완전히 반대되는 성격을 가진 거울 같은 캐릭터상이다. 알하이탐은 논리적이며 계산적이지만, 카베는 감성적이고 배려심이 넘친다. 성격 차이로 두 사람이 자주 다투지만 서로의 장점을 보완하며 도움을 주고 관계가 매우 가까워진다. 클라우스는 두 캐릭터의 관계를 수메르 지역의 열대우림과 사막에 비유하며 이를 수메르 지역 스토리가 말하는 이성과 감성에 대한 탐구를 확장시켰다고 분석했다. 《게임 랜트》의 비평가 엘라라 리클레어는 카베와 알하이탐을 각각 플라톤과 아리스토텔레스에 비유하며 카베는 플라톤과 같은 관념론자이며 알하이탐은 아리스토텔레스와 같은 유물론자라고 분석했다. 또한 리클레어는 게임이 현실주의와 이상주의 간의 모순을 탐구한다고 설명했다.
캐릭터 전투 시스템 면에선 일부 게이머가 게임에 이미 등장했던 성인 남성 한손검 캐릭터와 비교하여 알하이탐이 처음으로 검을 왼쪽으로 메고 있는 캐릭터라고 지적했다. 게임 내 동작 모듈은 재사용률이 높기 때문에 일부 플레이어는 제작진이 알하이탐을 위해 특별히 왼쪽에 칼을 든 동작 모듈을 제작했다고 분석했다. 이전 테스트 서버에선 알하이탐의 캐릭터 데이터가 약화되었다는 소문이 있었으나 실제 서비스에서 출시한 후로는 비교적 긍정적인 평가를 받았다. 《홍콩01》의 비평가 린줘헝과 《게임 랜트》의 비평가 고지 이베크웨는 모두 알하이탐이 우수한 공격력을 갖추고 있어 주력 공격캐로 활용할 수 있으며, 적에게 풀 속성 효과를 적용해 다른 속성 캐릭터와의 협력으로 속성 반응을 일으켜 공격할 수 있다고 분석했다.